# Reprezentacja Zimbabwe w piłce nożnej mężczyzn
Reprezentacja Zimbabwe od 1965 roku jest członkiem FIFA, a od 1980 roku CAF-u. Kibice w Afryce nadali jej przydomek Warriors, czyli Wojownicy. Zdecydowana większość zawodników występujących w reprezentacji Zimbabwe gra na co dzień w klubach zimbabwejskich – głównie Caps United Harare, AmaZulu Bulawayo i Dynamos Harare. Co roku najlepsi z nich trafiają do ligi południowoafrykańskiej – obecnie prawie w każdym pierwszoligowym klubie z RPA znajduje się chociaż jeden piłkarz z Zimbabwe. Kilku gra na dobrym poziomie w klubach europejskich.
Reprezentacja czterokrotnie awansowała do rozgrywek o Puchar Narodów Afryki – w 2004, 2006, 2017 i 2021 roku.
Obecnie selekcjonerem kadry Zimbabwe jest Norman Mapeza.
W styczniu 2022 roku reprezentacja Zimbabwe została zawieszona przez organy FIFA co skutkuje brakiem możliwości uczestnictwa w międzynarodowych rozgrywkach. Powodem zawieszenia jest ingerencja rządu Zimbabwe w sprawy piłki nożnej. 

## Udział wMistrzostwach Świata
- 1930–1966 – Nie brało udziału (było kolonią brytyjską)
- 1970 – Nie zakwalifikowało się (jako Rodezja)
- 1974–1978 – Nie brało udziału (jako Rodezja)
- 1982–2014 – Nie zakwalifikowało się
- 2018 – Dyskwalifikacja[4]
- 2022 – Nie zakwalifikowało się

## Udział wPucharze Narodów Afryki
- 1957–1965 – Nie brało udziału (było kolonią brytyjską)
- 1968–1980 – Nie brało udziału (jako Rodezja)
- 1982–2002 – Nie zakwalifikowało się
- 2004 – Faza grupowa
- 2006 – Faza grupowa
- 2008–2015 – Nie zakwalifikowało się
- 2017 – Faza grupowa
- 2019 – Faza grupowa
- 2021 – Faza grupowa
- 2023 – Dyskwalifikacja z powodu zawieszenia FIFA